# まとまるくん

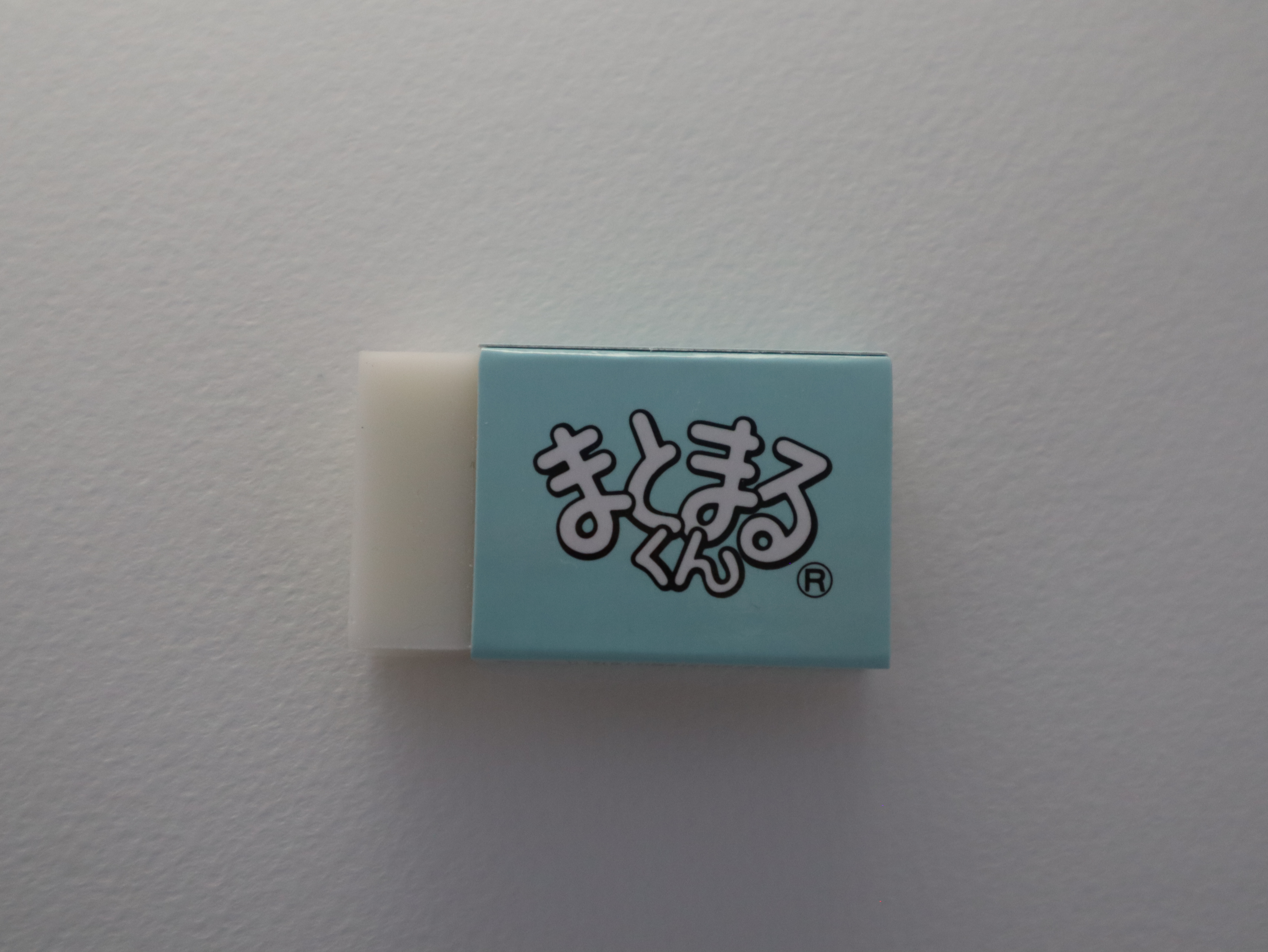
まとまるくん

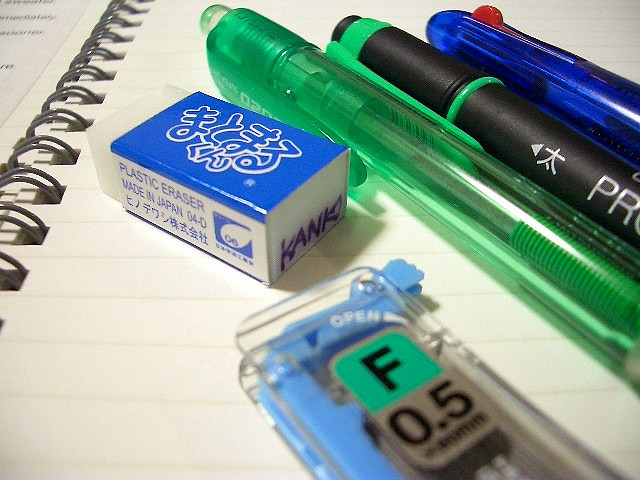
まとまるくん

まとまるくんは、株式会社ヒノデワシが製造している消しゴムである。特徴は消しくずが一塊りにまとまること。名前の由来もその特徴から付けられている。
種類は多くあり、様々な色（緑、黄、桃、オレンジなど）があり、スモールタイプは100円で3個入りのもの、ノーマルタイプは100円のもの、ビッグタイプは300円のものがある。最近、スモールタイプが100円ショップなどで4個入りが売られるようになった。それ以外はロングタイプ（まとまるくんのっぽ）や、ゴールド、シルバータイプ、学生を応援する、合格消しゴムまとまるくんがある。どのタイプも性能は同じである。

## 関連会社
- ヒノデワシ
- イワコー
- 東急ハンズ（東急ハンズケシゴムハードタイプ、ソフトタイプに協力）